# Центр искусств Батон-Руж
Центр искусств Батон-Руж (англ. Shaw Center for the Arts, Baton Rouge) — арт-центр в американском городе Батон-Руж (штат Луизиана), открытый в 2005 году при финансовом содействии местной компании «The Shaw Group»; имеет площадью 12 000 м², на которой расположен музей изобразительных искусств (LSU Museum of Art), театральный зал на 325 мест и образовательный центр; проводит временные выставки произведений современного искусства.